# Động từ tiếng Tây Ban Nha
Động từ tiếng Tây Ban Nha tạo ra một khía cạnh khó của tiếng Tây Ban Nha. Tiếng Tây Ban Nha là một ngôn ngữ tương đối tổng hợp với một mức độ biến tố trung bình đến cao, nó được thể hiện trong cách chia động từ tiếng Tây Ban Nha.
Giống như các động từ trong hầu hết các ngôn ngữ, động từ tiếng Tây Ban Nha thể hiện hành động hoặc trạng thái của một chủ thể nhất định, và giống như các động từ trong hầu hết các ngôn ngữ Ấn Âu, động từ của tiếng Tây Ban Nha trải qua sự biến tố theo các loại sau:
- Thì: quá khứ, hiện tại, hoặc tương lai
- Số lượng: số ít hoặc số nhiều
- Ngôi: thứ nhất, thứ hai hoặc thứ ba
- Phân biệt T–V: thân mật hay trang trọng
- Cách: chỉ định, giả định, hoặc mệnh lệnh
- Thể: hoàn thành hoặc chưa hoàn thành (phân biệt chỉ bằng thì quá khứ dưới dạng thời quá khứ và thời quá khứ chưa hoàn thành)
- Dạng: chủ động hoặc bị động

Hệ thống động từ tiếng Tây Ban Nha hiện đại học mười sáu thức dạng hoàn thành riêng biệt (nghĩa là tập hợp các hình chức cho mỗi sự kết hợp của thì và cách (thì đề cập đến khi hành động xảy ra, và cách đề cập đến cách của chủ thể – ví dụ: chắc chắn vs nghi ngờ), cộng một thức dạng chưa hoàn thành (thể mệnh lệnh), cũng như ba dạng không thời gian (nguyên thể, động danh từ, và quá khứ phân từ).
Mười bốn thì thông thường cũng được chia thêm thành bảy thì đơn giản và bảy thì phức (cũng được gọi là thì hoàn thành). Bảy thì phức được tạo thành với trợ động từ haber theo sau bởi quá khứ phân từ. Động từ có thể được sử dụng trong các dạng khác, như là hiện tại tiếp diễn, nhưng trong các luận văn chúng thường không được coi là một thì đặc biệt mà được coi là một cấu trúc xây dựng lời nói vòng.

## Các hình thức của động từ
Động từ của tiếng Tây Ban Nha có năm kiểu thay đổi. Cách thay đổi phụ thuộc vào các yếu tố sau:

### Ngôi và số lượng
Động từ tiếng Tây Ban Nha được chia theo ba ngôi, mỗi ngôi có dạng số ít và số nhiều. Trong một số loại tiếng Tây Ban Nha, như của vùng Río de la Plata, một dạng ngôi hai đặc biệt được sử dụng.
Vì tiếng Tây Ban Nha là một "ngôn ngữ bỏ đại từ", đại từ nhân xưng thường được bỏ qua.

#### Ngôi thứ nhất
Ngôi thứ nhất đề cập đến người nói ("tôi"). Ngôi thứ nhất số nhiều đề cập đến người nói nói cùng ít nhất một người nữa.
- (Yo) soy: "Tôi là"
- (Nosotros/Nosotras) somos: "Chúng ta"; dạng giống cái nosotras chỉ được sử dụng khi đề cập đến một nhóm mà bao gồm hoàn toàn nữ, nếu không thì phải sử dụng nosotros.

#### Ngôi thứ hai
Ngôi thứ hai đề cập đến người nghe, ("bạn"). Tiếng tây Ban Nha có các đại từ khác nhau (và dạng động từ khác nhau) cho "bạn," phụ thuộc vào mối quan hệ, thân mật hay trang trọng, giữa người nói và người nghe.
Số ít
- (Tú) eres: "Bạn là"; số ít thân mật; sử dụng khi nói chuyện với người nghe có quan hệ gần (một thành viên trong gia đình, một người bạn thân, một đứa trẻ, vật nuôi). Dạng này cũng được sử dụng để nói chuyện với thần.
- (Vos) sos: "Bạn là"; số ít thân mật; thường được sử dụng giống như tú. Việc sử dụng nó chỉ giới hạn ở các vùng Châu Mỹ Tây Ban Nha; nơi tú và vos đều được sử dụng, vos được sử dụng để chỉ mối quan hệ gần hơn.
- (Usted) es: "Bạn là"; số ít trang trọng; được sử dụng khi nói chuyện một cách tôn trọng, với người lớn hơn, một người lạ, hoặc xã giao. Mặc dù nó là một đại từ ngôi hai, nó sử dụng dạng động từ ngôi thứ ba (và đại từ tân ngữ và sở hữu cách) bởi vì nó được phát triển bằng cách rút gọn vuestra merced (nghĩa là, "thưa bạn").

Số nhiều
- (Vosotros/Vosotras) sois: "Các bạn là"; số nhiều thân mật; được sử dụng khi nói người người có quan hệ gần (thành viên gia đình, bạn bè, trẻ con, vật nuôi). Dạng giống cái vosotras chỉ được sử dụng để nói chuyện với một nhóm toàn nữ; các trường hợp khác vosotros được sử dụng. Nó chỉ được sử dụng tại Tây Ban Nha và Guinea Xích Đạo, mặc dù nó có thể xuất hiện ở những văn bản cổ, trang trọng của các nước khác, ví dụ như Philippines,[3] or in the initial line of the Argentine national anthem (“Oíd, mortales, el grito sagrado”).
- (Ustedes) son: "Các bạn là"; số nhiều trang trọng tại những nơi vosotros được sử dụng; những nơi khác là cả thân mật và trang trọng. Tại nơi nó là trang trọng, nó được sử dụng để nói một cách tôn trọng với mọi người hoặc xã giao. Giống như usted, nó sử dụng dạng động từ ngôi thứ ba, vì một số lý do.

#### Ngôi thứ ba
Ngôi thứ ba đề cập đến một người hoặc vật khác không phải người nói hoặc người nghe.
Số ít
- (Él) es: "Anh ấy/nó là"; sử dụng cho một người giới tính nam hoặc một vật giống đực.
- (Ella) es: "Chị ấy/nó là"; sử dụng cho một người giới tính nữhoặc một vật giống cái.
- (Ello) es: "Nó là";được sử dụng để đề cập đến danh từ trung tính như là sự thật, ý tưởng, tình huống, v.v; ít được sử dụng cho một chủ thể rõ ràng.

Số nhiều
- (Ellos) son:  "Họ/chúng là"; được sử dụng cho nhóm người hoặc vật hoàn toàn là giới nam/giống đực.
- (Ellas) son: "Họ/chúng là"; được sử dụng cho nhóm người hoặc vật hoàn toàn là giới nữ/giống cái.

### Cách
Lối gồm một nhóm các dạng động từ được sử dụng theo thể thức. Trong tiếng Tây Ban Nha, mỗi động từ chia thành ba cách.
- Cách chỉ định: Cách chỉ định được sử dụng cho các tuyên bố thực tế và niềm tin theo hướng tích cực. Câu điều kiện tiếng Tây Ban Nha mặc dù về mặt ngữ nghĩa thể hiện sự phụ thuộc vào một hành động của người khác, nó thường được coi là một thì trong cách chỉ định, bởi vì về mặt cú pháp có có thể xuất hiện trong một mệnh đề độc lập.
- Cách giả định: Lối giả định thể hiện một hành động được tưởng tượng ra hoặc ao ước về quá khứ, hiện tại hoặc tương lai.
- Cách mệnh lệnh: Lối mệnh lệnh thể hiện yêu, đề nghị và ngăn cấm trực tiếp. Trong tiếng Tây Ban Nha, việc sử dụng cách mệnh lệnh nghe có vẻ cộc lốc và thô lỗ, nhân phải chú ý khi sử dụng.

### Thì
Thì của động từ chỉ thời gian hành động xảy ra. Nó có thể là quá khứ, hiện tại hoặc tương lai.

### Hình thức không ngôi hoặc không giới hạn của động từ
Dạng động từ không giới hạn đề cập đến một hành động hoặc trạng thái mà không chỉ rõ thời gian hoặc ngôi. Tiếng Tây Ban Nha có ba loại hình thức không ngôi: nguyên thể, danh động từ và quá khứ phân từ.

#### Nguyên thể
Dạng nguyên thể là dạng thường thấy trong từ điển. Nó giống như to + verb trong tiếng Anh. Động từ nguyên thể tiếng Tây Ban Nha được chia làm ba loại theo kết thúc của nó:
- Động từ "-ar" (primera conjugación ["chia động từ kiểu thứ nhất"])

Ví dụ: hablar ("nói"); cantar ("hát"); bailar ("nhảy")
- Động từ "-er" (segunda conjugación ["chia động từ kiểu thứ hai"])

Ví dụ: beber ("uống"); leer ("đọc"); comprender ("hiểu")
- Động từ "-ir" (tercera conjugación ["chia động từ kiểu thứ ba"])

Ví dụ: vivir ("sống"); sentir ("cảm thấy"); escribir ("viết")

#### Động danh từ
Mặc dù trong ngữ pháp tiếng Anh động danh từ đề cập đến V-ing được sử dụng làm danh từ, trong tiếng Tây Ban Nha thuật ngữ này đề cập đến một dạng động từ hoạt động như một trạng từ. Nó được tạo ra bằng cách thêm các kết thúc sau vào gốc động từ (hay là dạng nguyên thể bỏ đi hai chữ cái cuối):
- Động từ -ar: -ando

Ví dụ: hablando ("nói"); cantando ("hát"); bailando ("nhảy")
- Động từ -er: -iendo

Ví dụ: bebiendo ("uống"); leyendo (thay đổi cách viết; "đọc"); comprendiendo ("hiểu")
- Động từ-ir: -iendo

Ví dụ: viviendo ("sống"); sintiendo (thay đổi nguyên âm; "cảm thấy"); escribiendo ("viết")
Động từ duy nhất là bất quy tắc khi trở thành động danh từ là poder ("có thể"), nó có dạng pudiendo.
Động danh từ có nhiều cách sử dụng và có thể nghĩa là (ví dụ vớihaciendo) "đang làm/trong khi đang làm/bằng cách làm/vì ai đó làm/qua việc làm" vân vân. Nó cũng được sử dụng để tạo thành thể tiếp diễn, như là estoy haciendo ("tôi đang làm"). Động danh từ không thể được sử dụng làm tính từ, và không giống như hầu hết các ngôn ngữ châu Âu mà trong đó nó có thể làm tính từ. Dạng hiện tại phân từ mà ngày nay được coi là cổ xưa, mà kết thúc với -ante hoặc -iente mà trước đây có chức năng làm tính tình, trong một số trường hợp nó vẫn được sử dụng làm tính từ (ví dụ durmiente ("đang ngủ"), interesante ("thú vị")), nhưng những trường hợp này bị giới hạn, trong những trường hợp không thích hợp, các cách khác có thể được thực hiện để diễn tả cùng một ý tưởng: nếu trong tiếng Anh bạn nói là "the crying baby" (em bé đang khóc), trong tiếng Tây Ban Nha sẽ là el bebé que llora ("cái em bé mà đang khóc"; llorante là từ cổ xưa).

#### Quá khứ phân từ
Quá khứ phân từ giống như khi thên -en hoặc -ed vào động từ tiếng Anh. Nó được tạo ra bằng cách thêm các kết thúc sau vào động từ gốc:
- Động từ -ar: -ado

Ví dụ: hablado ("đã nói"); cantado ("đã hát"); bailado ("đã nhảy")
- Động từ -er: -ido

Ví dụ: bebido ("đã uống"); leído (cần có dấu trọng âm; "đã đọc"); comprendido ("đã hiểu")
- Động từ -ir,: -ido

Ví tụ: vivido ("đã sống"); sentido ("đã cảm thấy"); hervido ("đã luộc")
Quá khứ phân từ luôn kết thúc với -o, được sử dụng sau trợ động từ haber để tạo thành động từ phức hoặc động từ hoàn thành: (Yo) he hablado ("Tôi đã nói"); (Ellos) habían hablado ("Họ đã nói"); v.v.
Khi quá khứ phân từ được sử dụng làm tính từ, nó được chia theo cả số lượng và giống – ví dụ, una lengua hablada en España ("một ngôn ngữ được nói ở Tây Ban Nha").

### Dạng
Dạng của động từ mô tả mối quan hệ giữa hành động (hoặc trạng thái) mà động từ thể hiện và người tham gia được xác định bởi các thành phần câu (chủ ngữ, tân ngữ, v.v.). Khi chủ ngữ là tác nhân hoặc người thực hiện hành động, động từ được chia theo dạng chủ động. Khi chủ ngữ là bị nhân, mục tiêu, hoặc trải qua hành động, động từ ở dạng bị động.

### Thể
Thể đánh dấu hành động là hoàn thành (perfect), đã hoàn thành (perfective), hoặc chưa hoàn thành (imperfective).
- Perfect (hoàn thành): Trong tiếng Tây Ban Nha, động từ đi cùng với haber là thể hoàn thành.
- Perfective (đã hoàn thành): Trong tiếng Tây Ban Nha động từ chia theo preterite (động từ đã hoàn thành) là thể đã hoàn thành.
- Imperfective (chưa hoàn thành): Trong tiếng Tây Ban Nha, thì hiện tại, thì chưa hoàn thành và thì tương lai là thể chưa hoàn thành.

## Chia động từ
Tại trang này, chia động từ được thể hiện qua động từ hablar ("nói").

### Cách chỉ định
Cách chỉ định có năm thì đơn, mỗi thì có đủ các dạng cho từng ngôi. Trong cách chia cũ, thì điều kiện được coi là một cách điều kiện riêng biệt. Trong nghiên cứu ngữ pháp hiện đại chỉ tính dạng đơn là thì, và các dạng khác là sản phẩm của thì và thể

#### Thì đơn (tiempos simples)
Thì đơn là động từ không sử dụng các động từ khiếm khuyết hay trợ động từ. Dưới đâu là các thì đơn và cách sử dụng:

##### Hiện tại (presente)
Thì hiện tại được tạo thành bằng cách những kết thúc dưới đây vào gốc động từ:
| Đại từ nhân xưng    | Động từ -ar (primera conjugación) | Động từ -er (segunda conjugación) | Động từ -ir (tercera conjugación) |
| ------------------- | --------------------------------- | --------------------------------- | --------------------------------- |
| yo                  | -o                                | -o                                | -o                                |
| tú                  | -as                               | -es                               | -es                               |
| vos                 | -ás                               | -és                               | -ís                               |
| él/ella/ello/usted  | -a                                | -e                                | -e                                |
| nosotros/nosotras   | -amos                             | -emos                             | -imos                             |
| vosotros/vosotras   | -áis                              | -éis                              | -ís                               |
| ellos/ellas/ustedes | -an                               | -en                               | -en                               |

Sử dụng
Thì hiện tại đơn được sử dụng để diễn tả:
- Hiện tại thực: Diễn tả một hành động đang xảy ra ở thời điểm hiện tại.

María habla con Juan por teléfono = "María đang nói chuyện với Juan bằng điện thoại"
- Hiện thực thói quen: Diễn tả một hành động thường xảy ra hoặc là thói quen.

María va al campo todos los sábados = "María về vùng quê mỗi thứ bảy"
- Hiện thực không phụ thuộc vào thời gian: Diễn tả sự thật hiển nhiên không bị giới hạn bởi thời gian.

Dos más dos son cuatro = "Hai cộng hai bằng bốn"
Los planetas giran alrededor del sol = "Các hành tinh quay quanh Mặt Trời"
- Hiện thực lịch sử: Diễn tả một hành động xảy ra trong quá khứ nhưng được coi là một sự thực lịch sử.

Fernando Magallanes descubre las Filipinas el 15 de marzo de 1521 = "Ferdinand Magellan tìm ra Philippines ngày 15 tháng 3 năm 1521"
- Một tương lai ngay tức thì: Diễn tả một hành động sẽ xảy ra trong tương lai gần với độ chắc chắn cao.

Este junio, viajo a España  = "Tháng 6 này, tôi sẽ đi Tây ban Nha"
- Cầu khiến: Trong một số vùng của Tây Ban Nha và Châu Mỹ Tây Ban Nha, thì hiện tại có thể được sử dụng (với mức độ cảm thán cao) với nghĩa cầu khiến.

¡Ahora te vas y pides disculpas al señor Ruiz! = "Bây giờ đi và xin tha thứ từ ngài Ruiz!"

##### Quá khứ chưa hoàn thành (pretérito imperfecto)
Động từ quá khứ chưa hoàn thành được tạo ra bằng cách thêm các kết thúc sau vào gốc động từ:
| Đại từ nhân xưng    | Động từ -ar | Động từ -er và -ir |
| ------------------- | ----------- | ------------------ |
| yo                  | -aba        | -ía                |
| tú/vos              | -abas       | -ías               |
| él/ella/ello/usted  | -aba        | -ía                |
| nosotros/nosotras   | -ábamos     | -íamos             |
| vosotros/vosotras   | -abais      | -íais              |
| ellos/ellas/ustedes | -aban       | -ían               |

Sử dụng
Thì quá khứ chưa hoàn thành được sử dụng để diễn tả:
- Hành động thói quen trong quá khứ: Thể hiện hành động từng là thói quen trong một quá khứ không xác định. Không chú trọng vào khi nào hành động kết thúc.

Cuando era pequeño, hablaba español con mi abuela = "Khi tôi còn trẻ, tôi nói tiếng Tây Ban Nha với bà"
- Một hành động bị gián đoạn bởi hành động khác: Thể hiện một hành động đang diễn ra thì bị một hành động khác chen vào.

Tomábamos la cena cuando entró Eduardo  = "Chúng tôi đang ăn tối khi Eduardo đi vào"
- Mô tả chung chung về quá khứ: Thể hiện một bối cảnh quá khứ, ví dụ bối cảnh một bài tự sự the background for a narrative.

Todo estaba tranquilo esa noche. Juan Eduardo miraba el partido de fútbol con su amigo Alejandro. Comían unas porciones de pizza. = "Mọi thứ đều tĩnh lặng tối hôm ấy. Juan Eduardo đang xem bóng đá với bạn anh ấy Alejandro. Họ đang ăn vào lát bánh pizza."

##### Quá khứ đã hoàn thành (pretérito indefinido)
Động từ quá khứ đã hoàn thành được tạo ra bằng cách thêm các kết thúc sau vào cuối gốc động từ:
| Đại từ nhân xưng    | Động từ -ar | Động từ -er và -ir |
| ------------------- | ----------- | ------------------ |
| yo                  | -é          | -í                 |
| tú/vos              | -aste       | -iste              |
| él/ella/ello/usted  | -ó          | -ió                |
| nosotros/nosotras   | -amos       | -imos              |
| vosotros/vosotras   | -asteis     | -isteis            |
| ellos/ellas/ustedes | -aron       | -ieron             |

Sử dụng
Thì quá khứ đã hoàn thành được sử dụng để diễn tả:
- Một hành động xảy ra trong quá khứ: Thể hiện một hành động được xem là đã hoàn thành. Nó thường đi kèm với các từ chỉ thời gian như ayer, anteayer, hoặc la semana pasada.

Ayer, encontré la flor que tú me diste = "Hôm qua, tôi tìm thấy hoa bạn tặng"
- Một hành động chen vào hành động khác: T|hể hiện một hành động xảy ra ̣(và đã hoàn thành) chen vào một hành động khác đang xảy ra.

Tomábamos la cena cuando entró Eduardo = "Chúng tôi đang ăn tối khi Eduardo đi vào"
- Một sự thật chung chung: Thể hiện một mối quan hệ (sự thật) trong quá khứ mà đã kết thúc.

Las Filipinas fueron parte del Imperio Español = "Philippines từng là một phần của đế quốc Tây Ban Nha"

##### Tương lai (futuro simple hoặc futuro imperfecto)
Thì tương lai sử dụng toàn bộ động từ nguyên thể làm gốc. Các kết thúc sau được thêm vào:
| Đại từ nhân xưng    | (Tất cả động từ thường) Nguyên thể + |
| ------------------- | ------------------------------------ |
| yo                  | -é                                   |
| tú/vos              | -ás                                  |
| él/ella/ello/usted  | -á                                   |
| nosotros/nosotras   | -emos                                |
| vosotros/vosotras   | -éis                                 |
| ellos/ellas/ustedes | -án                                  |

Sử dụng
Thì tương lai được sử dụng để thể hiện:
- Một hành động trong tương lai: Thể hiện một hành động sẽ được thực hiện trong tương lai.

El año próximo, visitaré Buenos Aires = "Năm sau, I tôi sẽ ghé thăm Buenos Aires"
- Không chắc chắn hoặc khả năng: Thể hiện suy luận thay vì hiểu biết trực tiếp.

¿Quién estará tocando a la puerta? — Será Fabio. = "Ai (mà bạn cho là) đang gõ cửa? — Chắc hẳn là Fabio" hoặc "Ai sẽ đang gõ cửa nhỉ? — Sẽ là Fabio";
- Yêu cầu, ngăn cấm, bổn phận:

No llevarás a ese hombre a mi casa = "Đừng mang thằng ấy đến nhà tạo" hoặc, chính xác hơn là, "Mày sẽ không mang thằng đấy đến nhà tao".
- Sự lịch sự:

¿Te importará encender la televisión? = "Bạn có phiền nếu bật ti vi giúp tôi không?"
Một cách phổ biến khác để diễn tả tương lai là cách chia động từ hiện tại cách chỉ định của động từ ir theo sau bởi a và động từ nguyên thể: Voy a viajar a Bolivia en el verano ("tôi sẽ đến Bolivia vào mùa hè").

#### Thì phức (tiempos compuestos)
Tất cả thì phức đều được hình thành với haber theo sau bởi quá khứ phân từ của động từ chín. Haber thay đổi dạng của nó theo ngôi, số lượng và thì, trong khi quá khứ phân từ không đổi, luôn kết thúc với -o bất kể giới tính.

##### Hiện tại hoàn thành (Pretérito Perfecto)
Trong thì hiện tại hoàn thành, dạng hiện tại chỉ định của động từ haber được sử dụng làm trợ động từ, và theo sau bởi quá khứ phân từ của động từ chính. Trong hầu hết các quốc gia châu Mỹ Tây Ban Nha, thì này giống với thì hiện tại hoàn thành trong tiếng Anh:
- Te he dicho mi opinión = "Tôi đã nói với bạn ý kiến của mình"

Trong hầu hết Tây Ban Nha thì này có thêm một cách sử dụng—để thể hiện một hành động hoặc sự kiện trong quá khứ mà được bao gồm trong một quãng thời gian chưa kết thúc trong quá khứ mà có tác động vào hiện tại:
- Este mes ha llovido mucho, pero hoy hace buen día = "Trời mưa rất nhiều tháng này, nhưng ngày hôm nay ổn"

##### Quá khứ hoàn thành (pretérito pluscuamperfecto)
Trong thì này, dạng quá khứ chưa hoàn thành của động từ haber được sử dụng làm động từ khiếm khuyết, và theo sau bởi động từ chính:
- (yo) había + quá khứ phân từ
- (tú) habías + quá khứ phân từ
- (él/ella/ello/usted) había + quá khứ phân từ
- (nosotros/nosotras) habíamos + quá khứ phân từ
- (vosotros/vosotras) habíais + quá khứ phân từ
- (ellos/ellas/ustedes) habían + quá khứ phân từ

Sử dụng
Thì quá khứ hoàn thành được sử dụng để thể hiện:
- Một hành động đã xảy ra trước một hành động khác trong quá khứ:

Yo había esperado tres horas cuando él llegó = "Tôi đã được đợi ba tiếng khi anh ấy đến"

##### Trước quá khứ (pretérito anterior)
Thì trước quá khứ kết hợp dạng quá khứ đã hoàn thành của haber với quá khứ phân từ của động từ chính. Nó hiếm được sử dụng trong tiếng Tây Ban Nha, nhưng đôi khi nó được sử dụng trong các văn bản trang trọng, trong đó hầu như chỉ giới hạn ở các mệnh đề phụ (thời gian, trạng ngữ). Do đó, nó thường được giới thiệu bằng các liên từ thời gian như  cuando ',' 'apenas' ', hoặc' 'en cuanto' '. Nó được sử dụng để diễn tả một hành động đã kết thúc ngay trước một hành động khác trong quá khứ::
- (yo) hube + quá khứ phân từ
- (tú) hubiste + quá khứ phân từ
- (él/ella/ello/usted) hubo + quá khứ phân từ
- (nosotros/nosotras) hubimos + quá khứ phân từ
- (vosotros/vosotras) hubisteis + quá khứ phân từ
- (ellos/ellas/ustedes) hubieron + quá khứ phân từ

Ví dụ:
- Cuando hubieron llegado todos, empezó la ceremonia = "Khi tất cả mọi người đến, buổi lễ bắt đầu"
- Apenas María hubo terminado la canción, su padre entró = "Ngay khi Maria kết thúc bài hát, bố cô đến"

Nó thường được thay thế bằng quá khứ đã hoàn thành hoặc quá khứ hoàn thành, với cùng ý nghĩa:
- Apenas María terminó la canción, su padre entró
- Apenas María había terminado la canción, su padre entró

##### Tương lai hoàn thành (futuro compuesto)
Tương lai hoàn thành được tạo ra với dạng tương lai chỉ định của động từ haber cộng với quá khứ phân từ của động từ chính:
- (yo) habré + quá khứ phân từ
- (tú) habrás + quá khứ phân từ
- (él/ella/ello/usted) habrá + quá khứ phân từ
- (nosotros/nosotras) habremos + quá khứ phân từ
- (vosotros/vosotras) habréis + quá khứ phân từ
- (ellos/ellas/ustedes) habrán + quá khứ phân từ

Ví dụ:
- Habré hablado = "Tôi sẽ đã nói"

Nó được sử dụng để chỉ một hành động trong tương lai mà sẽ hoàn thành trước một hành động khác:
- Cuando yo llegue a la fiesta, ya se habrán marchado todos = "Khi tôi đến bữa tiệc, mọi người sẽ về cả rồi"

### Câu điều kiện

#### Câu điều kiện đơn (condicional simple or pospretérito)
Giống như thì tương lai, câu điều kiện sử dụng toàn bộ dạng nguyên thể làm gốc động từ. Các kết thúc sau được thêm vào:
| Đại từ nhân xưng    | (Tất cả động từ thường) Dạng nguyên thể + |
| ------------------- | ----------------------------------------- |
| yo                  | -ía                                       |
| tú/vos              | -ías                                      |
| él/ella/ello/usted  | -ía                                       |
| nosotros/nosotras   | -íamos                                    |
| vosotros/vosotras   | -íais                                     |
| ellos/ellas/ustedes | -ían                                      |

Sử dụng
Câu điều kiện được sử dụng để thể hiện:
- Sự lịch sự: Dùng cách này để làm nhẹ một yêu cầu, khiến nó lịch sự hơn.

Señor, ¿podría darme una copa de vino? = "Thưa ngài, ngày có thể đưa tôi một ly rượu được không?"
- Cách thể hiện lịch sự một ao ước (sử dụng querer):

Querría ver la película esta semana = "Tôi muốn đi xem phim tuần này"
- Trong một mệnh đề thì mà sẽ được hiện thực hóa dựa trên giả thuyết nếu:

Si yo fuera rico, viajaría a Sudamérica = "Nếu tôi mà giàu, tôi sẽ đến Nam Mỹ"
- Suy đoán về sự việc trong quá khứ (hiểu biết của người nói không trực tiếp, không chắc chắn, ước chừng):

¿Cuantas personas asistieron a la inauguración del Presidente? — No lo sé; habría unas 5.000 = "Có bao nhiêu người dự lễ nhậm chức của tổng thốn? — Tôi không biết; chắc phải có khoảng 5.000")
- Một hành động trong tương lai có quan hệ với quá khứ: Thể hiện hành động trong tương lai được tưởng tượng ra trong quá khứ.

Cuando era pequeño, pensaba que me gustaría ser médico = "Khi tôi còn trẻ, tôi nghĩ rằng tôi muốn làm bác sĩ"
- Một gợi ý:

Yo que tú, lo olvidaría completamente = "Nếu tôi là bạn, tôi sẽ quên anh ấy hoàn toàn"

#### Câu điều kiện hoàn thành hoặc câu điều kiện phức (condicional compuesto or antepospretérito)
Câu điều kiện hoàn thành đề cập đến một hành động giả thuyết trong quá khứ.
Ví dụ:
- Yo habría hablado si me hubieran/hubiesen dado la oportunidad = "Tôi đã nói nếu họ đã cho tôi cơ hội"

### Cách mệnh lệnh
Lối mệnh lệnh có ba dạng cụ thể, tương ứng với các đại từ tú, vos, và vosotros (tú và vos được sử dụng tại các phương ngữ địa phương khác nhau; vosotros chỉ được sử dụng ở Tây Ban Nha). Các dạng này chỉ được sử dụng trong các trường hợp khẳng định, không phải phủ định. Dạng giả định của cách mệnh lệnh được sử dụng trong tất cả các trường hợp khác (thể hiện sự phủ định và chia động từ tương ứng với các đại từ nosotros, él/ella, usted, ellos/ellas, và ustedes).
Cách mệnh lệnh cũng có thể được thể hiện bằng ba cách khác:
- Sử dụng cách trình bàt hiện tại hoặc tương lai để tạo thành một yêu cầu nhấn mạnh: Comerás la verdura ("Mày ăn rau")
- Lối mệnh lệnh ngôi thứ nhất số nhiều ("Chúng ta cùng...") cũng có thể được thể hiện bởi Vamos a + nguyên thể: ¡Vamos a comer! (chúng ta cùng ăn)
- Yêu cầu trực tiếp với que: Que lo llame el secretario ("Bảo thư kí gọi anh ta")

#### Cách mệnh lệnh khẳng định (imperativo positivo)
Dạng khẳng định của cách mệnh lệnh với động từ thường được tạo ra bằng cách thêm các kết thúc sau vào gốc động từ:
| Đại từ nhân xưng  | Động từ -ar | Động từ -er | Động từ -ir |
| ----------------- | ----------- | ----------- | ----------- |
| tú                | -a          | -e          | -e          |
| vos               | -á          | -é          | -í          |
| usted             | -e          | -a          | -a          |
| nosotros/nosotras | -emos       | -amos       | -amos       |
| vosotros/vosotras | -ad (-ar)   | -ed (-er)   | -id (-ir)   |
| ustedes           | -en         | -an         | -an         |

Lối mệnh lệnh số ít tú trùng với cách chỉ định ngôi thứ ba số ít đối với tất cả động từ trừ một số động từ bất quy tắc.  Dạng số nhiều vosotros luôn giống như dạng nguyên thể, nhưng kết thúc bằng -d thay vì -r trong văn viết, trang trọng; dạng nói truyện không trang trọng giống với dạng nguyên thể. Đối với số ít vos bỏ -r khỏi dạng nguyên thể, cần đánh dấu trọng âm.

#### Lối mệnh lệnh phủ định (imperativo negativo)
Đối với mệnh lệnh phủ định, trạng từ no được đặt trước động từ, và các kết thúc sau được thêm vào gốc động từ:
| Đại từ nhân xưng  | Động từ -ar | Động từ -er và -ir |
| ----------------- | ----------- | ------------------ |
| tú/vos            | -es         | -as                |
| usted             | -e          | -a                 |
| nosotros/nosotras | -emos       | -amos              |
| vosotros/vosotras | -éis        | -áis               |
| ustedes           | -en         | -an                |

Chú ý rằng trong cách mệnh lệnh, dạng khẳng định ngôi hai khác với djang phủ định; đây là trường hợp chia động từ khác nhau giữa khẳng định và phủ định duy nhất trong tiếng Tây ban Nha.

##### Nhấn mạnh chủ ngữ
Nếu muốn nhấn mạnh vào chủ ngữ của câu mệnh lệnh, đặt chủ ngữ sau động từ:
- Hazlo tú = "Bạn làm nó đi"
- No lo diga usted = "Bạn đừng nói"

#### Ví dụ

##### Dạng yêu cầu khẳng định của động từ comer
| Chủ ngữ           | Mệnh lậnh | Nghĩa      | Chú ý |
| ----------------- | --------- | ---------- | --- |
| tú                | ¡Come!    | "Ăn!"      | Dạng thường của số ít không trang trọng |
| vos               | ¡Comé!    | "Ăn!"      | Sử dụng tại phương ngữ Ríoplatense và hầu hết vùng Trung Mỹ. Trước đây, vos và các dạng động từ của nó không được chấp nhận bởi Real Academia Española, nhưng rừ điển trực tuyến mới nhất của RAE có nó, ví dụ, từ mệnh lệnh ‘’comé’’ của vos ngang bằng với dạng mệnh lệnh come của tú. |
| usted             | ¡Coma!    | "Ăn!"      | Số ít trang trọng |
| nosotros/nosotras | ¡Comamos! | "Cùng ăn!" | Sử dụng làm một yêu cầu hoặc lời mời. |
| vosotros/vosotras | ¡Comed!   | "Ăn!"      | Số nhiều trang trọng quy chuẩn, mặc dù việc sử dụng nó đang trở nên hiếm |
| vosotros/vosotras | ¡Comer!   | "Ăn!"      | Số nhiều trang trọng phổ biến ở Tây Ban Nha, mặc dù không được chấp nhận bởi Real Academia Española |
| ustedes           | ¡Coman!   | "Ăn!"      | Mệnh lệnh trang trọng số nhiều thông thường; cũng được sử dụng làm mệnh lệnh số nhiều thân mật ở châu Mỹ Tây Ban Nha |

##### Dạng yêu cầu phủ định của động từ comer
| Chủ ngữ           | Mệnh lệnh    | Nghĩa               | Chú ý |
| ----------------- | ------------ | ------------------- | --- |
| tú/vos            | ¡No comas!   | "Đừng ăn!"          | Dạng thường của số ít không trang trọng; dạng duy nhất được chấp nhận bởi Real Academia Española, kể cả bới cách chia voseo tiêu chuẩn. |
| vos               | ¡No comás!   | "Đừng ăn!"          | Được sử dụng bởi người voseo; không được chấp nhận bởi Real Academia Española                                                           |
| usted             | ¡No coma!    | "Đừng ăn!"          | Số ít trang trọng |
| nosotros/nosotras | ¡No comamos! | "Chúng ta đừng ăn!" | Sử dụng làm đề nghị |
| vosotros/vosotras | ¡No comáis!  | "Đừng ăn!"          | Số nhiều không trang trọng tại Tây Ban Nha                                                                                              |
| ustedes           | ¡No coman!   | "Đừng ăn!"          | Mệnh lệnh phủ định số nhiều trang trọng thông thường; cũng được sử dụng làm mệnh lệnh số nhiều thân mật ở châu Mỹ Tây Ban Nha           |

##### Động từ đại từ comerse
| Chủ ngữ           | Mệnh lệnh      | Nghĩa      | Chú ý |
| ----------------- | -------------- | ---------- | --- |
| tú                | ¡Cómete...!    | "Ăn!"      | Sử dụng một cách dứt khoát                                                                                           |
| vos               | ¡Comete...!    | "Ăn!"      | Sử dụng một cách quy chuẩn ở phương ngữ Ríoplatense; được sử dụng không trang trọng ở Trung Mỹ                       |
| usted             | ¡Cómase...!    | "Ăn!"      | Số ít trang trọng |
| nosotros/nosotras | ¡Comámonos...! | "Cùng ăn!" | Kết thúc -s nguyên bản được bỏ đi trước đại từ nos được gắn vào để tránh âm thanh hỗn loạn hoặc không liên tục       |
| vosotros/vosotras | ¡Comeos...!    | "Ăn!"      | Kết thúc -d nguyên bản được bỏ đi trước đại từ os được gắn vào để tránh âm thanh hỗn loạn hoặc không liên tục        |
| vosotros/vosotras | ¡Comeros...!   | "Ăn!"      | Số nhiều trang trọng thông tục ở Tây Ban Nha, mặc dù không được chấp nhận bởi Real Academia Española                 |
| ustedes           | ¡Cómanse...!   | "Ăn!"      | Mệnh lệnh trang trọng số nhiều thông thường; cũng được sử dụng làm mệnh lệnh số nhiều thân mật ở châu Mỹ Tây Ban Nha |

Chú ý đại từ theo trước động từ trong mệnh lệnh phủ định khi  chia theo cách giả định, không phải mệnh lệnh: no te comas/comás; no se coma/coman; no nos comamos; no os comáis.

##### Động từ ir
| Đại từ nhân xưng  | Mệnh lệnh | Nghĩa      | Chú ý |
| ----------------- | --------- | ---------- | --- |
| tú                | ¡Ve!      | "Đi!"      | Dạng thông thường của mệnh lệnh số ít |
| vos               | ¡Andá!    | "Đi!"      | Được sử dụng vì tiêu chuẩn thông thường trong mệnh lệnh voseo là bỏ kết thúc -d và thêm trọng âm; tuy nhiên, nếu thực hiện viện này, nó sẽ trở thành í |
| usted             | ¡Vaya!    | "Đi!"      | Giống như dạng giả định |
| nosotros/nosotras | ¡Vamos!   | "Cùng đi!" | Dạng phổ biến hơn |
| nosotros/nosotras | ¡Vayamos! | "Cùng đi!" | Dạng chính thức nhưng ít được sử dụng hơn |
| vosotros/vosotras | ¡Id!      | "Đi!"      | Dạng chính thức |
| vosotros/vosotras | ¡Ir!      | "Đi!"      | Dạng thông tục |
| ustedes           | ¡Vayan!   | "Đi!"      | Số nhiều trang trọng; cũng là thân mật tại châu Mỹ Tây Ban Nha                                                                                         |

Động từ đại từ irse là bất quy tắc trong dạng quy chuẩn số nhiều ngôi thứ hai, vì nó không bỏ -d hoặc -r:
- ¡idos! (vosotros): "Đi đi!" (dạng số nhiều trang trọng, chính thức bởi Real Academia Española nhưng cực kì hiếm)
- ¡iros! (vosotros): "Đi đi!" (phổ biến ở Tây Ban Nha, nhưng không được chấp nhận bởi Real Academia Española)

### Lối giả định
Lối giả định có một bảng chia động từ riêng biệt với ít thì hơn. Nó hầu như chỉ được sử dụng trong mệnh đề phụ để thể hiện ý kiến hoặc nhận xét của người nói, như khi ngờ, khả năng, hoặc sự kiện có thể có hoặc không xảy ra.

#### Thì đơn (tiempos simples)

##### Giả định hiện tại (presente de subjuntivo)
Lối giả định hiện tại của động từ thường được tạo thành với các kết thúc dưới đây:
| Đại từ nhân xưng    | Động từ -ar | Động từ -er và ir | Chú ý |
| ------------------- | ----------- | ----------------- | --- |
| yo                  | -e          | -a                | |
| tú/vos              | -es         | -as               | Đối với vos, Real Academia Española coi là tiếng Tây Ban Nha Rioplatense: ames, comas và partas                                                          |
| vos                 | -és         | -ás               | Tại Trung Mỹ, amés, comás, và partás là các dạng giả định hiện tại của vos được ưa dùng hơn, nhưng chúng không được chấp nhận bởi Real Academia Española |
| él/ella/ello/usted  | -e          | -a                | |
| nosotros/nosotras   | -emos       | -amos             | |
| vosotros/vosotras   | -éis        | -áis              | |
| ellos/ellas/ustedes | -en         | -an               | |

##### Giả định quá khứ chưa hoàn thành (imperfecto de subjuntivo)
Cách giả định quá khứ chưa hoàn thành có thể được tạo ra với một trong hai bộ kết thúc: "kết thúc -ra" hoặ "kết thúc -se", như dưới đây.  Tại châu Mỹ Tây Ban Nha, dạng -ra là dạng duy nhất được sử dụng, để loại trừ dạng -se.  Tại Tây Ban Nha, cả hai dạng được sử dụng, nhưng cũng chủ yếu là dụng -ra.

###### Giả định quá khứ chưa hoàn thành, dạng -ra
| Đại từ nhân xưng    | Động từ -ar | Động từ -er và -ir |
| ------------------- | ----------- | ------------------ |
| yo                  | -ara        | -iera              |
| tú/vos              | -aras       | -ieras             |
| él/ella/ello/usted  | -ara        | -iera              |
| nosotros/nosotras   | -áramos     | -iéramos           |
| vosotros/vosotras   | -arais      | -ierais            |
| ellos/ellas/ustedes | -aran       | -ieran             |

###### Giả định quá khứ chưa hoàn thành, dạng -se
| Đại từ nhân xưng    | Động từ -ar | Động từ -er và -ir |
| ------------------- | ----------- | ------------------ |
| yo                  | -ase        | -iese              |
| tú/vos              | -ases       | -ieses             |
| él/ella/ello/usted  | -ase        | -iese              |
| nosotros/nosotras   | -ásemos     | -iésemos           |
| vosotros/vosotras   | -aseis      | -ieseis            |
| ellos/ellas/ustedes | -asen       | -iesen             |

##### Giả định tương lai (futuro (simple) de subjuntivo)
Lối giả định tương lai không còn được sử dụng trong ngôn ngữ hiện đại, từ ngôn ngữ luật pháp và một số cách thể hiện cố định.  Các kết thúc sau được gắn vào sau gốc động từ:
| Đại từ nhân xưng    | Động từ -ar | Động từ -er và -ir |
| ------------------- | ----------- | ------------------ |
| yo                  | -are        | -iere              |
| tú/vos              | -ares       | -ieres             |
| él/ella/ello/usted  | -are        | -iere              |
| nosotros/nosotras   | -áremos     | -iéremos           |
| vosotros/vosotras   | -areis      | -iereis            |
| ellos/ellas/ustedes | -aren       | -ieren             |

Ví dụ:
- Cuando hablaren... = "Khi họ (có thể) nói..."

#### Thì phức (tiempos compuestos)
Trong cách giả định, dạng giả định của động từ haber được sử dụng cho quá khứ phân từ của động từ chính.

##### Giả định hiện tại hoàn thành (pretérito perfecto de subjuntivo)
- Cuando yo haya hablado... = "Khi tôi đã nói..."

##### Giả định quá khứ hoàn thành (pluscuamperfecto de subjuntivo)
- Si yo hubiera hablado... hoặc Si yo hubiese hablado... = "Nếu tôi đã nói..."

##### Giả định tương lai hoàn thành (futuro compuesto de subjuntivo)
Giống như tương lai giả định đơn, thì này không được sử dụng trong tiếng Tây Ban Nha hiện đại.
- Cuando yo hubiere hablado... = "Khi tôi sẽ đã nói..."

Chú ý:
- Thì giả định hiện tại được tạo thành từ gốc của thì hiện tại chỉ định ngôi một của động từ. Vì vật, động từ bất quy tắc như salir với ngôi một salgo, thì hiện tại giả định sẽ là salga, không phải sala.
- Sự lựa chọn giữa thì hiện tại giả định và thì quá khứ chưa hoàn thành giả định được xác định vào thì của động từ chính trong câu.
- Thì tương lai giả định hiếm khi được sử dụng trong tiếng Tây Ban Nha hiện đại và hầu như chỉ xuất hiện trong các văn bản cổ, tài liệu luật pháp và một số cách nói cố định, như là venga lo que viniere ("dù có xảy ra việc gì, dù có thế nào").

### Thì tiếp diễn
Trong ngữ pháp tiếng Tây Ban Nha, thì tiếp diễn không được công nhận theo cách trang trọng như trong tiếng Anh. Mặc dù thì chưa hoàn thành thể hiện một sự liên tục so với thì hoàn thành (v.d., te esperaba ["tôi đã đang đợi bạn"]), sự tiếp diễn của một hành động thường được thể hiện bởi một cách nói vòng (perífrasis verbal), như trong estoy leyendo ("tôi đang đọc"). Tuy nhiên, có thể nói sigo leyendo ("tôi vẫn đang đọc), voy leyendo ("tôi đang độc chậm mà chắc"), ando leyendo ("tôi vừa đi vừa đọc"), và các cách khác.

### Bị động

#### Bị động "thực"
Bị động "thực" được tạo ra với ser + quá khứ phân từ, mà trong trường hợp này nó có vai trò là tính từ thường. Vì vật:
- Yo soy amado = "Tôi được yêu [giống đực]"
- Tú eras amada = "Bạn được yêu [giống cái]"
- Nosotros seremos amados = "Chúng ta sẽ được yêu [giống đực]"
- Ellas habrían sido amadas = "Họ sẽ được yêu [giống cái]"

Bị động "thực" được sử dụng trong nhiều trường hợp, nhưng việc sử dụng nó phần nào khác với bị động trong tiếng Anh.

#### Bị độngse
Trong ngôi thứ ba, cấu trúc phản thân thường được sử dụng để thể hiện ý tưởng mà cũng được thể hiện trong dạng bị động. Cấu trúc này được tạo nên như thể người/thứ nhận được hành động tự làm nó lên chính mình. Vì vậy:
- Se habla español = "Tiếng Tây Ban Nha được nói" (nghĩa đen: "Tiếng Tây Ban Nha nói chính nó")
- Se me dio el libro = "Cuốn sách được tặng cho tôi" (nghĩa đen: "Cuốn sách tặng nó cho tôi")
- Se perdieron los datos = "Dữ liệu đã bị mất" (nghĩa đen: "Dữ liệu đánh mất nó")
- Se puede hacer [ello] = "Nó có thể được hoàn thành" (nghĩa đen: "Nó có thể hoàn thành nó")

Bị động se rất phổ biến với ngôi thứ ba, nhưng cách xây dựng ngang bằng không thể được sử dụng cho ngôi thứ nhất và thứ hai: Yo me amo luôn được dịch là "tôi yêu tôi" và không bao giờ là "tôi được yêu".

## Động từ bất quy tắc
Một lượng đáng kể động từ thay đổi nguyên âm e trong gốc động từ thàng nguyên âm đôi ie, và nguyên âm o thành ue. Điều này xảy ra khi nguyên âm gốc nhận được trọng âm. Những động từ này được đề cập đến là động từ thay đổi gốc. Ví dụ bao gồm pensar ("nghĩ"; vd: pienso ["tôi nghĩ"]), sentarse ("ngồi"; vd: me siento ["tôi ngồi"]), empezar ("bắt đầu"; vd: empiezo ["tôi bắt đầu"]), volver ("quay lại"; vd: vuelvo ["tôi quay lại"]), và acostarse ("đi ngủ"; vd: me acuesto ["tôi đi ngủ"]).
Hầu như tất cả động từ có cách chia thứ ba (-ir), nếu chúng có -e- hoặc -o- trong gốc, trải qua thay đổi nguyên âm mà e thay đổi thành i và o thay đổi thành u, trong một số dạng của chúng (để biết thêm thông tin, xem động từ bất quy tắc tiếng Tây Ban Nha). Các ví dụ bao gồm pedir ("hỏi"; vd: pide ["anh/chị ấy hỏi"]), competir ("hoàn thành"; vd: compite ["anh/chị ấy hoàn thành"]), và derretirse ("chảy"; vd: se derrite ["nó chảy"]).
Loại động từ còn được gọi là tôi-go thêm -g- trong thì hiện tại ngôi một số ít (làm động từ của Yo ["tôi"] kết thúc với -go; vd: tener ["có"] trở thành tengo ["tôi có"]; venir ["đến"] trở thành vengo ["tôi đến"]).  Những động từ này thường cũng bất quy tắc trong các dạng khác.

## Sử dụng

### So sánh dạng đơn và tiếp diễn
Không có phân biệt nghiêm ngặt nào như tiếng Anh giữa các dạng đơn và tiếp diễn của động từ trong tiếng Tây Ban Nha. Trong tiếng Anh, "I do" (tôi làm) là một thứ (một thói quen) và "I am doing" là một thứ khác (hành động hiện tại). Trong tiếng Tây Ban Nha, hago có thể có cả hai nghĩa trên, và estoy haciendo nhấn mạnh nghĩa thứ hai. Mặc dù không nghiêm ngặt như trong tiếng Anh, tiếng Tây Ban Nha nghiêm ngặt hơn tiếng Pháp và tiếng Đức, tiếng mà không có sự phân biệt một cách hệ thống nào giữa hai khái niệm này. Nghĩa tiếp diễn này có thể diễn tả bằng cách sử dụng ý nghĩa tiếp diễn của thì hiện tại và quá khứ chưa hoàn thành. Quá khứ đã hoàn thành không bao giờ có nghĩa này, kể cả ở dạng tiếp diễn, và thì tương lai có nghĩa này chỉ khi nó ở dạng tiếp diễn.
Hiện tại
- ¿Qué haces? có thể nghĩa là "Bạn làm gì?" hoặc "Bạn đang làm gì?"
- ¿Qué estás haciendo? chỉ nghĩa là "Bạn đang làm gì?"

Quá khứ chưa hoàn thành
- ¿Qué hacías? có thể là "Bạn từng thường làm gì?" hoặc "Bạn đang làm gì lúc đó?"
- ¿Qué estabas haciendo? chỉ nghĩa là "Bạn đang làm gì lúc đó?"

Quá khứ đã hoàn thành
- ¿Qué hiciste? là "Bạn đã làm gì?"
- ¿Qué estuviste haciendo? là "Bạn đã đang làm gì (suốt khoảng thời gian đó)?"

Chú ý rằng vì thì đã hoàn thành theo lẽ thường đề cập đến một sự kiện được coi là có một bắt đầu và một kết thúc, and not as a context, việc sử dụng dạng tiếp diễn của động từ chỉ thêm một cảm nhận về độ dài thời gian dành cho hành động. Thì tương lai có hai dạng chính trong tiếng Tây Ban Nha, tương lai chưa hoàn thành (phức) và dạng đơn. Tương lai phức được thực hiện bằng cách chia ir (nó nghĩa là "đi," nhưng cũng có nghĩa là "sẽ" trong trường hợp này) cộng với động từ nguyên thể, đôi khi cũng có thể thêm cả động từ hiện tại tiếp diễn.
Tương lai
- ¿Qué vas a hacer? là "Bạn định làm gì?" (ngụ ý rằng nó sẽ lặp lại, như một thói quen)
- ¿Qué vas a estar haciendo? là "Bạn định đang làm gì?" (không nhất thiết việc đó sẽ được hoàn thành)
- ¿Qué harás? là "Bạn sẽ làm gì?" (việc đó sẽ kết thúc ngay lập tức, hoặc chỉ xảy ra một lần)
- ¿Qué estarás haciendo? là "Bạn sẽ đang làm gì?"

### So sánh hiện tại và tương lai
Cả thì hiện tại và tương lai đều có thể thể hiện hành động trong tương lai. Cũng có một số cách khác để diễn tả tương lai.
- Mi padre llega mañana = "Bố tôi đến vào ngày mai" (ngoài ngữ cảnh này, Mi padre llega có thể nghĩa là "Bố tôi đến bây giờ" hoặc "bố tôi thường đến")
- Mi padre estará llegando mañana = "Bố tôi sẽ đang đến vào  ngày mai"
- Mi padre va a llegar mañana = "Bố tôi định đến vào ngày mai" (thì tương lai với ir)
- Mi padre llegará mañana = "Bố tôi sẽ đến vào ngày mai" (thì tương lai)
- Mi padre está a punto de llegar = "Bố tôi chuẩn bị đến" (tương lai trực tiếp với estar a punto)

Thì tương lai cũng có thể đơn giản thể hiện tiên đoán về hiện tại hoặc tương lai gần:
- ¿Qué hora es? Serán las tres = "Mấy giờ rồi?" "Khoảng ba giờ (nhưng không kiểm tra giờ)"
- ¿Quién llama a la puerta?  Será José = "Ai đang ở ngoài cửa?  Chắc hẳn là José"

Điều tương tự cũng có thể được thực hiện với  quá khứ chưa hoàn thành và câu điều kiện:
- ¿Qué hora era? Serían las tres = "Lúc đó là mấy giờ?" "Khoảng ba giờ (nhưng không kiểm tra giờ)"
- ¿Quién llamaba a la puerta? Sería José = "Ai đã ở cửa? Chắc hẳn phải là José"

### So sách quá khứ đã hoàn thành và quá khứ chưa hoàn thành

#### Ý nghĩa cơ bản của quá khứ đã hoàn thành và quá khứ chưa hoàn thành
Tiếng Tây Ban Nha có hai thì quá khứ cơ bản, quá khứ đã hoàn thành và quá khứ chưa hoàn thành. Nói một cách chặt chẽ hơn, khác biệt giữa chúng là một cái không phải thì mà là thể. Tuy nhiên, trong ngữ pháp tiếng Tây Ban Nha, cả hai thường được gọi là thì.
Sự khác biệt giữa thì quá khứ đã hoàn thành và quá khứ chưa hoàn thành (và trong một số trường hợp, quá khứ hoàn thành) có thể khó hiểu với người nói tiếng Việt. Tuy nhiên sự khác biệt này tương tự như các ngôn ngữ La Mã khác, như là  imparfait và passé simple / passé composé trong tiếng Pháp hoặc imperfetto và passato remoto / passato prossimo trong tiếng Ý.
Quá khứ chưa hoàn thành về cơ bản diễn tả hành động hoặc trạng thái là một bối cảnh và do đó theo kiểu mô tả. Nó không thể hiện hành động hoặc trạng thái có bắt đầu hoặc kết thúc.  Những hành động này thường được coi là có lặp lại, có thể là một thói quen. Ví dụ: Yo jugaba ("tôi từng chơi"), Yo leía ("tôi từng đọc"), hoặc Yo escribía ("tôi từng viết").
Quá khứ đã hoàn thành về cơ bản diễn tả một hành động hoặc trạng thái là một sự kiện, và do đó theo kiểu tường thuật. Nó diễn tả hoặc động hoặc trạng thái có bắt đầu và kết thúc. Hành động này thường được coi là thực hiện một lần. Các ví dụ tương ứng gồm: Yo jugué ("tôi đã chơi"), Yo leí ("tôi đã đọc") hoặc Yo escribí ("tôi đã viết").
Như đã nói, việc quyết định sử dụng thì quá khứ đã hoàn thành hay chưa hoàn thành có thể khó với người nói tiếng Việt. Nhưng có một số chủ đề, từ và cụm từ nhất định có thể giúp quyết định động từ nên được chia ở thì quá khứ đã hoàn thành hay chưa hoàn thành. Những cụm từ này xuất hiện nhiều hơn rõ rệt ở một thì so với thì còn lại, tương ứng với một hành động đã được hoàn thành (preterite) hoặc một hành động hoặc trạng thái lặp lại hoặc tiếp diễn (imperfect) trong quá  khứ.
Các từ và cụm từ thường xuất hiện trong thì quá khứ đã hoàn thành:
| - ayer ("hôm qua") - anteayer ("hôm kia") - anoche ("tôi qua") - durante dos siglos ("trong vòng hai thế kỷ") - por un rato ("trong một lúc") - el otro día ("hôm nọ") | - entonces ("lúc đó") - luego ("lúc đó"; "và lúc đó") - esta mañana ("sáng nay") - esta tarde ("trưa nay") - la semana pasada ("tuần trước") | - el mes pasado ("tháng trước") - el año pasado ("năm trước") - hace dos días/años ("hai ngày/năm trước") - de repente ("ngay lập tức") - en 1954, v.v (năm) | - el 25 de enero, v.v (ngày) - durante ("trong khoảng") - muchas veces ("nhiều lần") - dos/tres veces ("hai"/"ba lần") - tantas veces ("rất nhiều lần") | - varias veces ("vài lần") - nunca ("không bao giờ") - tan pronto como ("ngay khi") - después de que ("sau khi") - desde que ("kể từ khi") |

VD: Esta mañana comí huevos y pan tostado ("Sáng nay tôi ăn trứng và bánh mì nướng")
Các từ thường xuất hiện trong thì chưa hoàn thành:
| - a menudo ("thường") - a veces ("đôi khi") - cada día ("mỗi ngày") - cada semana ("mỗi tuần") - cada mes ("mỗi tháng") - cada año ("mỗi năm") - con frecuencia ("thường thường") - de vez en cuando ("thỉnh thoảng") | - en aquella época ("lúc đó") - frecuentemente ("thường thường") - generalmente ("thường xuyên") - todas las semanas ("mỗi tuần") - todos los días ("mỗi ngày") - todo el tiempo ("mọi lúc") - constantemente ("luôn luôn") | - mientras ("trong khi") - regularmente ("đều đặn") - por lo general ("thường") - todavía ("luôn") - ya ("rồi") - Eran las tres, v.v ("Lúc đó ba giờ," v.v.) - Estaba nublado, v.v. ("lúc đó nhiều mây," v.v.) |

E.g.: Cada año mi familia iba a Puerto Rico. ("Gia đình tôi đi Puerto Rico mỗi năm.")

### So sánh thì quá khứ đã hoàn thành và thì hiện tại hoàn thành
Thì quá khứ đã hoàn thành và thì hiện tại hoàn thành được phân biệt trong một cách tương tự như các thì trong tiếng Anh. Thông thường, khi hiện tại hoàn thành ("I have done") được sử dụng trong tiếng Anh, thì hiện tại toàn thành cũng được sử dụng trong tiếng Tây Ban Nha.  Ngoài ra, có các trường hợp trong tiếng Anh sử dụng quá khứ đơn ("I did") nhưng trong tiếng Tây Ban Nha cần thì hiện tại hoàn thành. Trong các trường hợp còn lại, cả hai ngôn ngữ sử dụng quá khứ đơn.
Trong tiếng Anh, thì hiện tại hoàn thành thể hiện hành động trong quá khứ mà có những liên kết với hiện tại. Thì quá khứ đã hoàn thành diễn tả hành động đã kết thúc trong quá khứ. Trong cả hai ngôn ngữ đều có biến đổi theo vùng

### So sánh cách giả định và mệnh lệnh
Cách giả định thể hiện mong muốn và sự kiện giả thuyết. Nó thường được dùng cùng với một động từ điều kiện:
- Desearía que estuvieses aquí. = "Tôi ước bạn ở đây."
- Me alegraría mucho si volvieras mañana. = "Tôi sẽ rất vui nếu bạn quay lại ngày mai."

Cách mệnh lệnh thể hiện yêu cầu đến người nghe (ngôi thứ hai). Không có hình thức mệnh lệnh cho ngôi thứ ba, nên cách giả định sẽ được sử dụng. Sử thể hiện sẽ có dạng một mệnh lệnh hoặc mong muốn trực tiếp đến người nghe, nhưng đề cập về người thứ ba. Khác biệt giữa mệnh lệnh và ước muốn không lớn, hầu như là ở sự có mặt của động từ ước:
- Que venga el gerente. = "Để quản lý đến.", "Cho quản lý đến."
- Que se cierren las puertas. = "Để cửa đóng."

Với một động từ thể hiện ước muốn, câu trên trở thành câu giả định thay vì yêu cầu trực tiếp:
- Deseo que venga el gerente. = "Tôi ước quản lý đến."
- Quiero que se cierren las puertas. = "Tôi muốn cửa đóng."

### So sánh thì hiện tại và cách giả định tương lai
Thì tương lai của giả định cách chủ yếu chỉ thấy trong văn bản cổ hoặc luật pháp và có thể bị sử dụng nhầm trong đói thoại hoặc nhầm nó với thì quá khứ (thường là do sự giống nhau của hậu tố của nó, -ere, và hậu tố của thì quá khứ, -era và -ese). Nhiều người Tây Ban Nha sống cả đời mà không biết hoặc nhận ra sự tồn tại của cách giả định tương lai.
Nó tồn tại trong cụm từ phổ biến sea lo que fuere và tục ngữ allá donde fueres, haz lo que vieres (allá donde có thể được thay thế bởi a la tierra donde hoặc si a Roma).
Câu tục ngữ này thể hiện cách nó từng được sử dụng:
- Với si đề cập đến tương lai, như trong si a Roma fueres....  Bây giờ nó được thể hiện với cách chỉ định hiện tại: si vas a Roma... hoặc si fueras a Roma...
- Với cuando, donde, đề cập đến tương lai, như trong allá donde fueres....  Bây giờ nó được thể hiện bằng cách giả định hiện tại: vayas adonde vayas...

### So sánh haber và tener
Động từ haber và tener có thể được phân biệt dễ dàng, nhưng cso thể tạo vấn đề đối với người nói các ngôn ngữ La Mã khác (nơi các từ tương ứng của haber và tener được sử dụng theo cách khác). Haber bắt nguồn từ từ tiếng Latinh habeō,; với nghĩa cơ bản là "có". Tener bắn nguồn từ từ tiếng Latinh teneō, với nghĩa cơ bản là "giữ".

#### Haber: bổn phận không chia ngôi
Cụm từ haber que (ở ngôi ba số ít và theo sau bởi một tiểu cấu trúc với động từ ở dạng nguyên thể) mang nghĩa sự cần thiết hoặc bổn phận mà không chỉ rõ chủ thể. Nó được dịch đúng là "ai đó cần phải", nhưng thường được dịch theo ý nghĩa tương tự mà thuần Việt hơn. Lưu ý rằng thì hiện tại là hay.
- Hay que abrir esa puerta. = "Cái cửa đó cần được mở", "Chúng ta cần mở cái cửa đó". Dịch đúng theo từng từ là "Ai đó cần mở cái cửa kia"
- Habrá que abrir esa puerta. = "Cái cửa đó sẽ cần được mở", "Chúng ta sẽ phải mở cái cửa đó".
- Aunque haya que abrir esa puerta. = "Kể cả nếu cái cửa đó cần được mở".

Hay que luôn đi với nguyên thể.

#### Tener
Tener là động từ có nghĩa cơ bản là "có", "sở hữu", "giữ".  Giống như trong tiếng Anh, nó cũng thể hiện nghĩa vụ (tener que + nguyên thể, giống như "have to" + V trong tiếng Anh). Nó cũng xuất hiện trong một số cụm từ chỉ cảm xúc hoặc trạng thái thể chất, được thể hiện bởi danh từ.
- Mi hijo tiene una casa nueva = "Con trai tôi có một ngôi nhà mới" (sở hữu)
- Tenemos que hablar = "Chúng ta phải nói" (nghĩa vụ)
- Tengo hambre = "tôi đói" (nghĩa đen là "tôi có cơn đói") (trạng thái)

Có rất nhiều cụm từ giống như tener hambre mà không thể dịch theo nghĩa đen ra tiếng Việt, như là:
- tener hambre = "đói"; "có cơn đói"
- tener sed = "khát"; "có cơn khát"
- tener cuidado = "cẩn thận"; "có sự chú ý"
- tener __ años = " __ tuổi"; "có __ tuổi"
- tener celos = "ghen tị"; "có sự ghen tị"
- tener éxito = "thành công"; "có sự thành công"
- tener vergüenza = "xấu hổ"; "có sự xấu hổ"

Chú ý: Estar hambriento là một cách dịch theo nghĩa đen của "đói", nhưng ngày nay hiếm được sử dụng trong tiếng Tây Ban Nha.

### Phủ định
Động từ được phủ định bằng cách thêm no trước động từ.
Các từ phủ định khác có thể thay cho chữ no này hoặc thêm vào sau động từ:
- Hablo español = "Tôi nói tiếng Tây Ban Nha"
- No hablo español = "Tôi không nói tiếngg Tây Ban Nha"
- Nunca hablo español = "Tôi không bao giờ nói tiếng Tây Ban Nha"
- No hablo nunca español = "Tôi không bao giờ nói tiếng Tây Ban Nha"

## Danh động từ
Danh động từ tiếng Tây Ban Nha có hình thức giống hệt với hệt với động từ nguyên thể, và giống của chúng là giống đực. Chúng thường được sử dụng với mạo từ xác định, và đại từ ghép sau gắn với chúng. Do đó:
- el comer = "hành động ăn"
- el correr = "hành động chạy"
- el no esperar = "việc không đợi"
- el darte un libro = "việc đưa cho bạn cuốn sách"
- el guardártelos = "việc giữ lại chúng cho bạn"